# Oregoni luc
Az oregoni luc (Picea breweriana) a fenyőalakúak (Pinales) rendjébe és a fenyőfélék (Pinaceae) családjába tartozó faj.

## Neve és rendszertana
A fajnevét azaz a breweriana-t, William Henry Brewer, amerikai botanikusról kapta. A DNS-vizsgálatok azt mutatták, hogy a szitka lucnál (Picea sitchensis), csak az oregoni luc bazálisabb, azaz ősibb. Az összes többi lucfaj változatosabb, ami arra hagy következtetni, hogy a lucfenyők az észak-amerikai kontinensről származnak.

## Származása, elterjedése
Oregon és Kalifornia államok határvidékén, a Klamath-hegységben endemikus fafaja. A természetben általában 1000-2700 méter között lelhető fel. Az Egyesült Királyságban és Skandináviában kedvelt díszfa. Elnyerte a The Royal Horticultural Society a Royal Horticultural Society Award of Garden Merit, azaz nagyjából Kerti Termesztésre Érdemes Növény Díját.

## Megjelenése, felépítése
Nagy fa: általában 20-40 méterre, de akár 54 méteresre is megnőhet. Törzsének átmérője elérheti az 1,5 métert. Lilás-sürke kérge vékony, pikkelyes. A legalább 10-20 éves, azaz 1,5-2 méter magas példányok ágairól tömegesen, „függönyt” alkotva lógnak le a törpehajtások; odáig ágai a többi lucéra hasonlítanak. A friss hajtások narancssárgás-barnák.
15-35 milliméter hosszú, fényesen sötétzöld tűlevelein 2 sor fehér gázcserenyílást találunk.
Hengeres toboza, 8-15 centiméter hosszú. Fiatalon, csukott állapotában 2 centiméter, éretten 3-4 centiméteresre nyílik. A hajlékony tobozpikkelyek 2 centiméteresek. A fiatal toboz lila, 5-7 hónap után világos vörösesbarnára érik. A fekete magok 3-4 milliméteresek, 12-18 milliméteres, világosbarna szárnyakkal.

## Életmódja
Lassan, évente kevesebb mint 20 centimétert növő örökzöld fenyőfa. Jól tűri a fagyos teleket és a száraz nyarakat. A hegyoldalakon nő.

## Képek

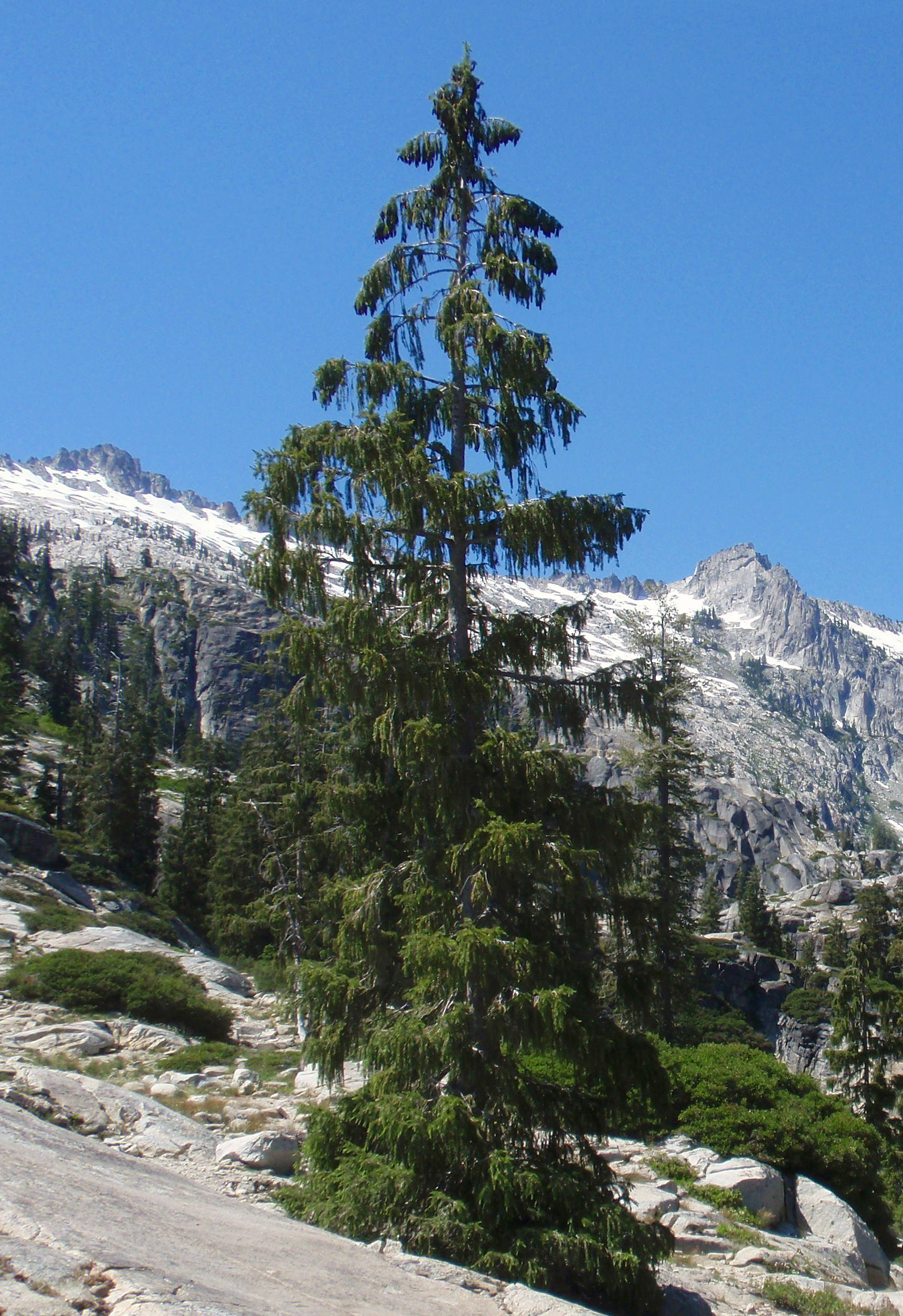
Kifejlett faként
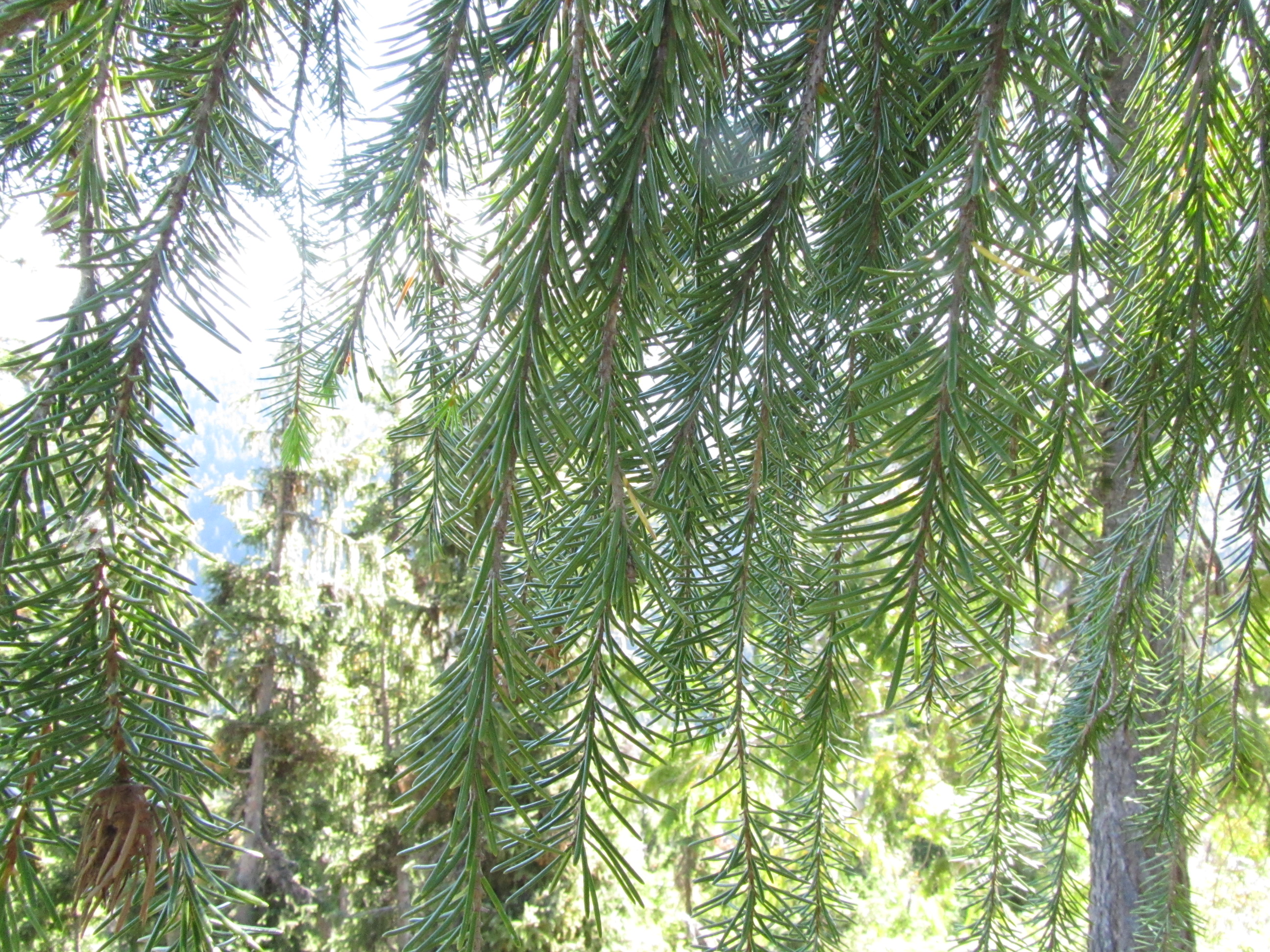
Fiatal példány ága
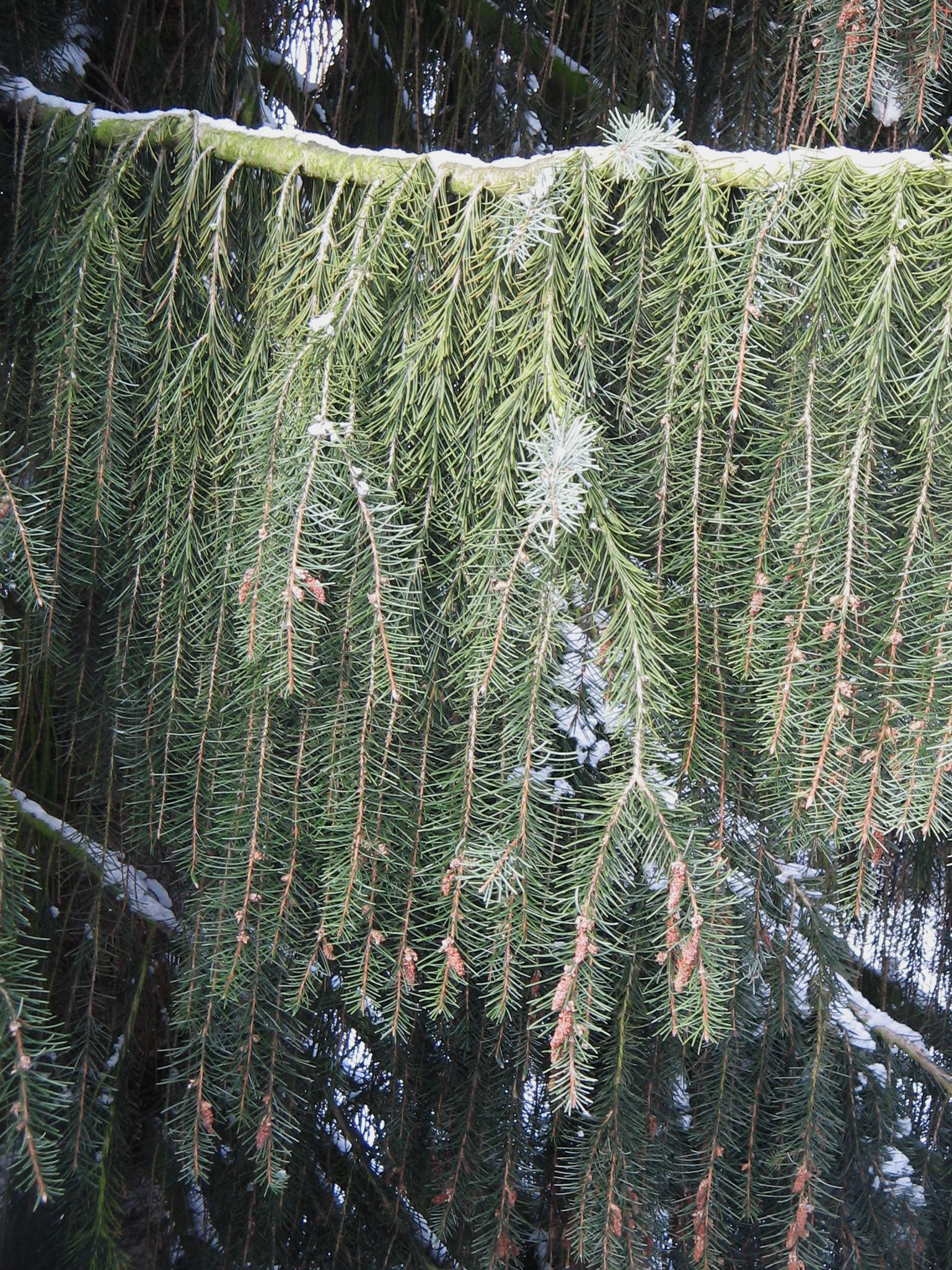
Alálógó ágak
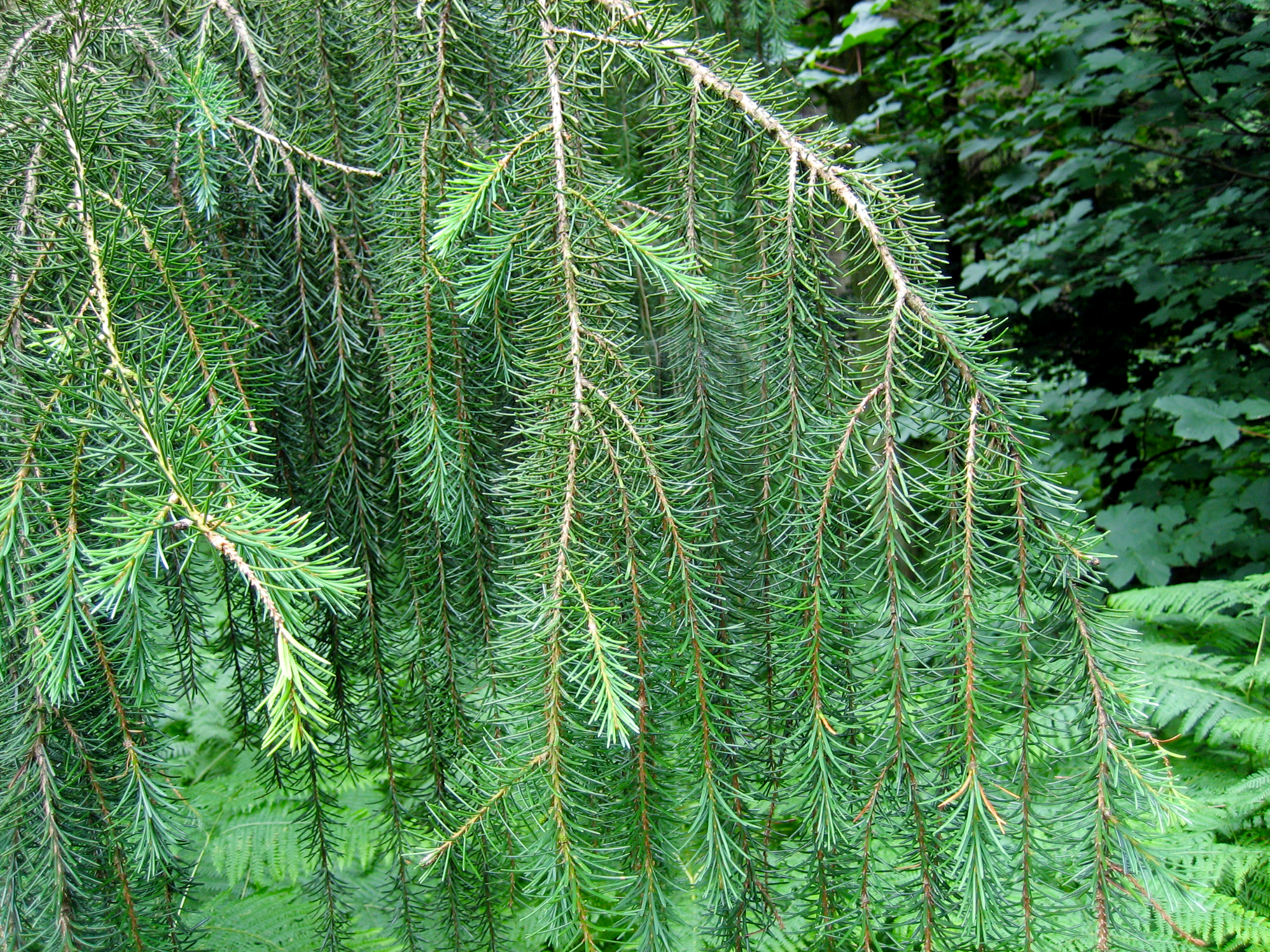
Levelei
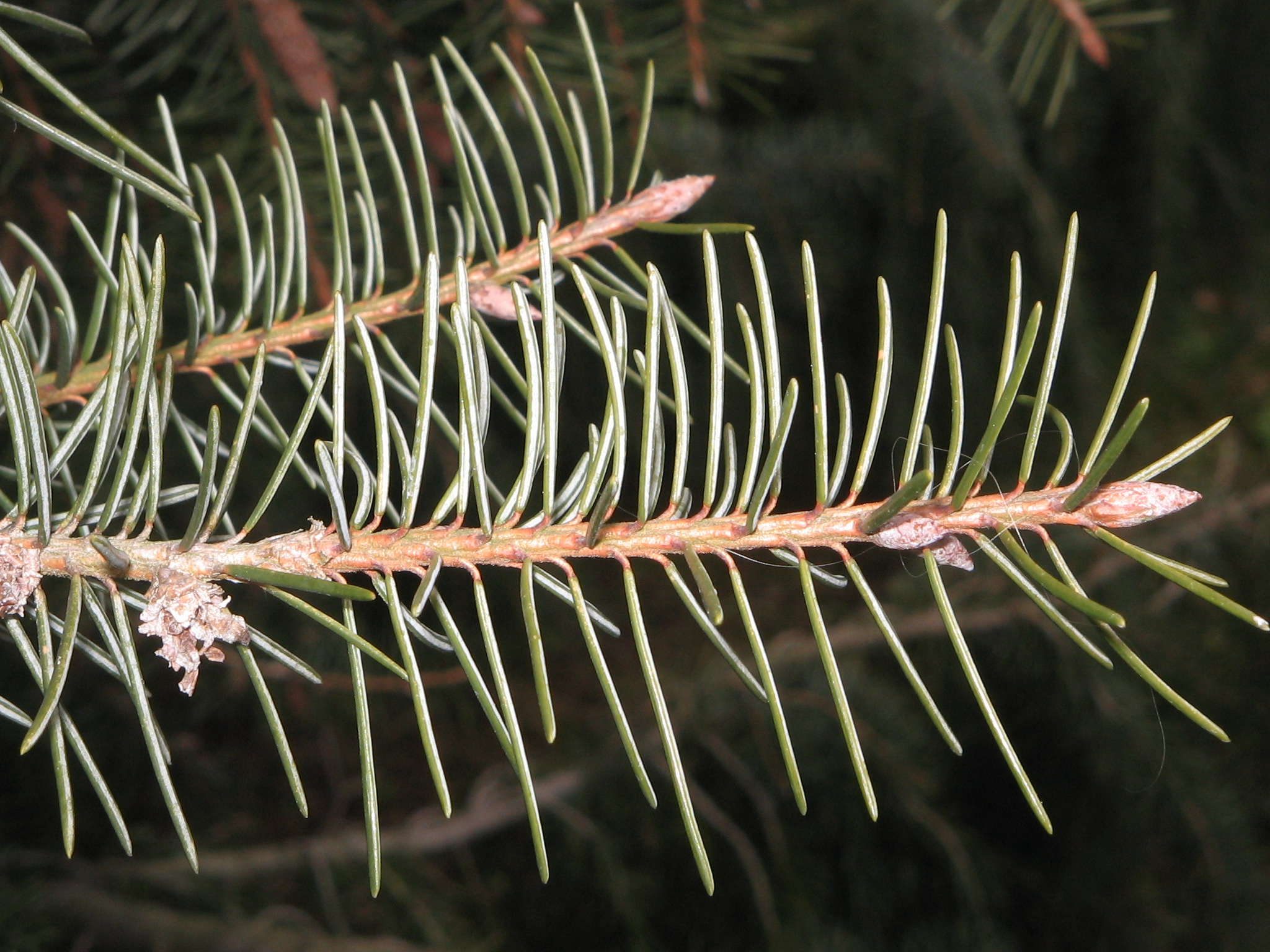
közelről
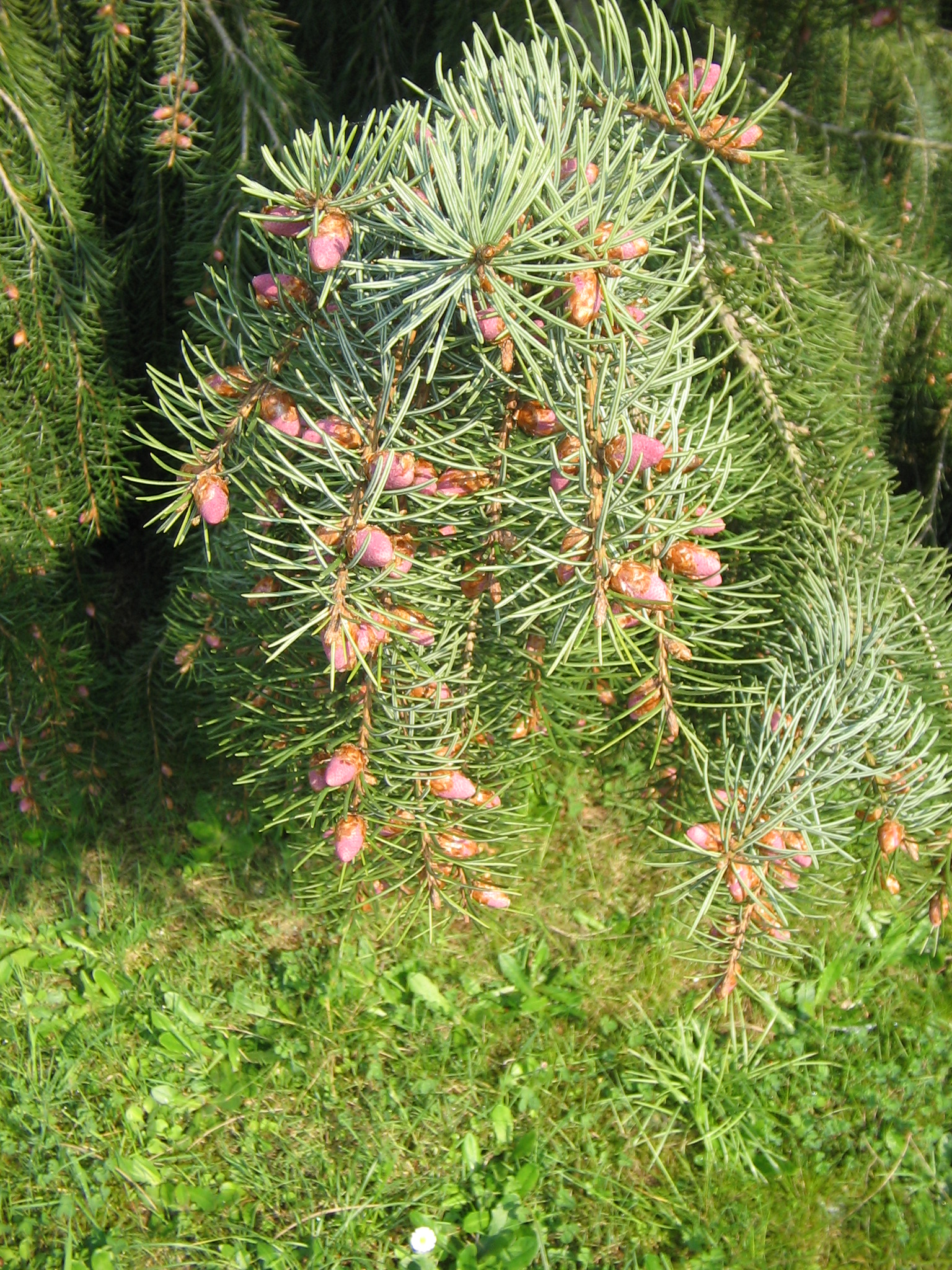
Kinyilva
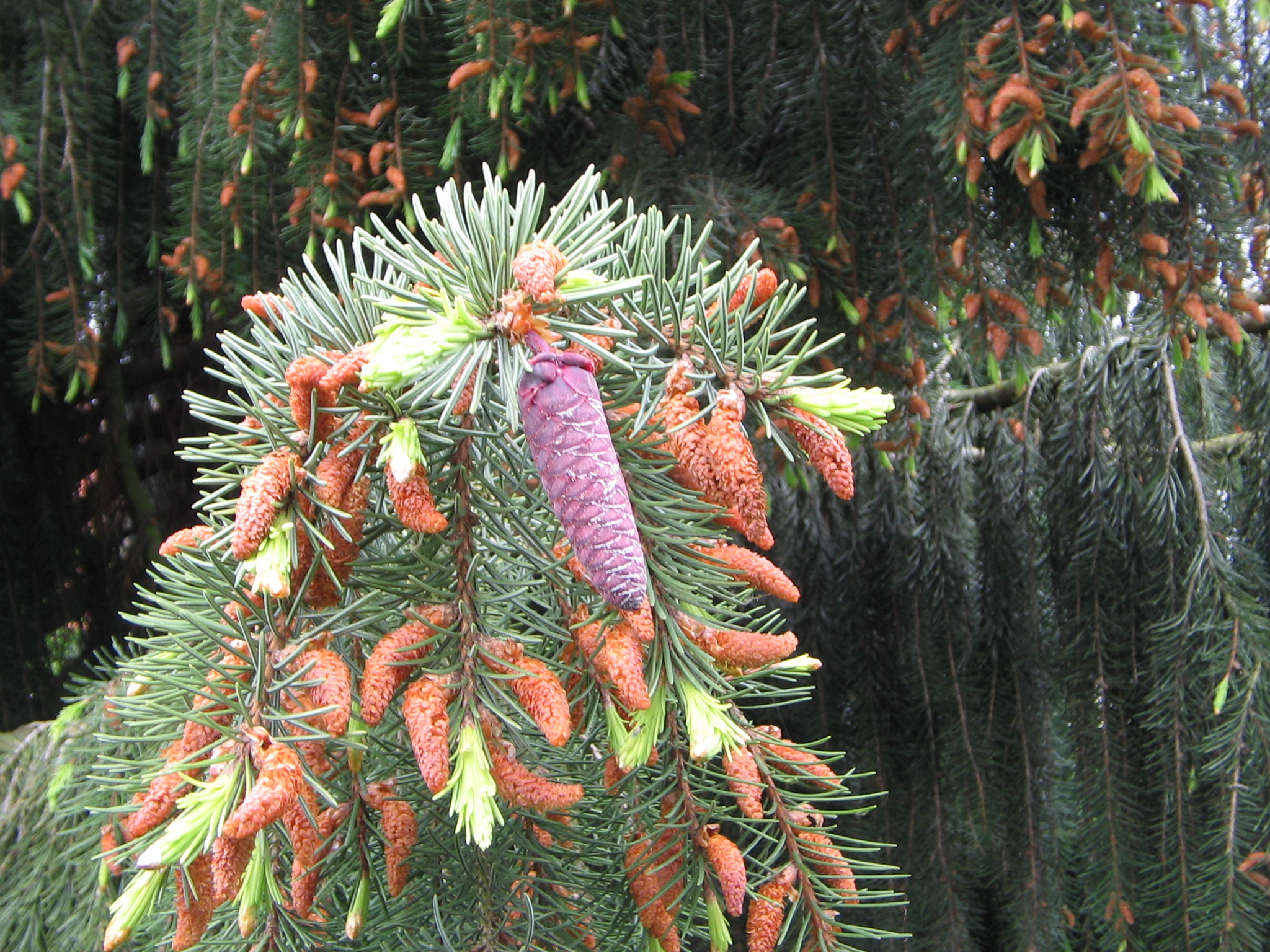
Fiatal és
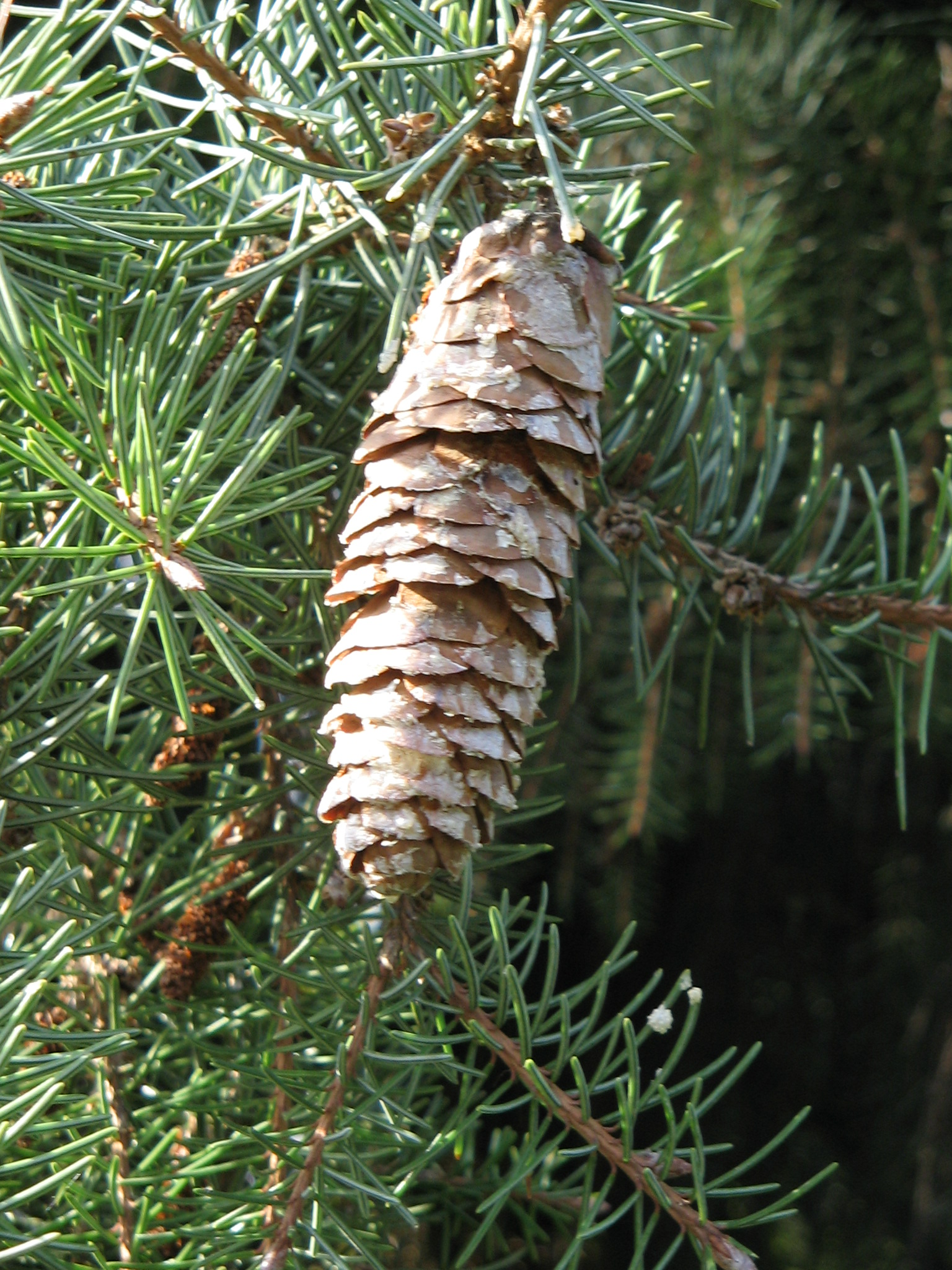
idős tobozok

### Fordítás
- Ez a szócikk részben vagy egészben  a   Picea breweriana című angol Wikipédia-szócikk ezen változatának fordításán alapul.  Az eredeti cikk szerkesztőit annak laptörténete sorolja fel. Ez a jelzés csupán a megfogalmazás eredetét és a szerzői jogokat jelzi, nem szolgál a cikkben szereplő információk forrásmegjelöléseként.